# Floyd Bean
Floyd Bean (* 30. August 1904 in Ladora, Iowa; † 14. März 1974 in Cedar Rapids, Iowa) war ein US-amerikanischer Jazzpianist, Arrangeur und Komponist.
Bean spielte Schlagzeug in der Grinnell High Schoolband, wechselte dann aber zum Klavier. Erste Auftritte hatte er 1919 im Linwood Inn am Mississippi; 1923 spielte er mit Bix Beiderbecke, anschließend in verschiedenen lokalen Bands und für die Radiostation WOC Radio in Davenport, bevor er 1939 Mitglied im Orchester von Bob Crosby wurde. In Chicago arbeitete er in den folgenden Jahren auch mit Muggsy Spanier, George Brunies, Darnell Howard und Bob Scobey, ferner arrangierte er für Boyd Raeburn. Bean wirkte zwischen 1939 und 1950 bei mehreren Aufnahmen von Jimmy McPartland (Sugar/The World Is Waiting for the Sunrise) mit. 1944 leitete er eine eigene Formation.
Zu seinen Kompositionen zählen Back Room Blues (später Lazy Piano Man genannt und von Muggsy Spanier aufgenommen) und I Never Thought I’d Sing the Blues; letzterer wurde von Stan Kenton gecovert. In seinen späteren Jahren trat er noch auf verschiedenen Jazzfestivals und lokalen Veranstaltungsorten in Cedar Rapids auf, bevor er im März 1974 starb.